# Манасчи

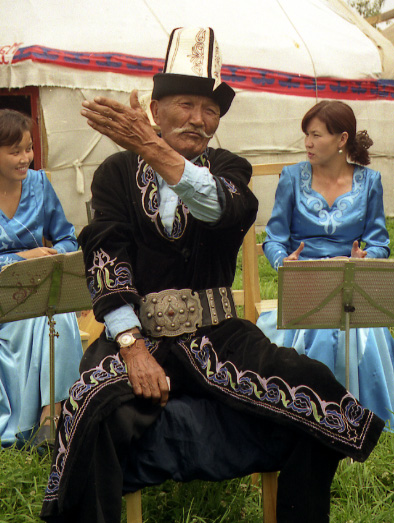
Манасчи, исполняющий эпос в Караколе

Манасчи (кирг. Манасчы) — сказитель киргизского эпоса «Манас».
«Манас» является самым объёмным эпосом в мире: он в два раза больше, чем санскритский эпос Махабхарата, больше тибетского эпоса о царе Гэсэре (в варианте «Манаса», записанном от сказителя Саякбая Каралаева, насчитывается 500553 стихотворных строки).
Манасчи внесли неоценимый вклад не только в сохранность великого киргизского эпоса, народных традиций, но и в духовной жизни народа Киргизии.
В 2010 году в Киргизии создан общественный фонд «Улуу Баян» для поддержки творчества манасчи. Фондом были учреждены общественное звание «Эл манасчысы» и общественная награда «Залкар манасчы», которыми удостоились известные сказители эпоса Сапарбек Касмамбетов и Уркаш Мамбеталиев — им установили пожизненные стипендии в размере 2 000 киргизских сомов.